# خط طول 75° شرق
خط طول 75° شرق هو أحد خطوط الطول الجغرافية، والتي تمتد من القطب الشمالي الجغرافي إلى القطب الجنوبي الجغرافي، وحسب التحويل الزمني يتقدم خط طول 75° شرق عن خط غرينتش بـ5 ساعة و0 دقيقة.

## من القطب إلى القطب
ينطلق خط طول 75° شرق من القطب الشمالي نحو القطب الجنوبي مرورا بالمناطق التي ترد في الجدول التالي:
| الإحداثيات                         | البلد أو الإقليم أو البحر | ملاحظات                                                                                              |
| ---------------------------------- | ------------------------- | --- |
| 90°0′N 75°0′E / 90.000°N 75.000°E  | المحيط المتجمد الشمالي    | |
| 81°6′N 75°0′E / 81.100°N 75.000°E  | بحر كارا                  | مرورا بشرق جزيرة شوكالسكي [لغات أخرى]‏, روسيا                                                         |
| 72°52′N 75°0′E / 72.867°N 75.000°E | روسيا                     | Gydan Peninsula                                                                                      |
| 72°33′N 75°0′E / 72.550°N 75.000°E | خليج أوب [لغات أخرى]‏      | |
| 72°10′N 75°0′E / 72.167°N 75.000°E | روسيا                     | Gydan Peninsula                                                                                      |
| 69°7′N 75°0′E / 69.117°N 75.000°E  | Taz Estuary               | |
| 68°50′N 75°0′E / 68.833°N 75.000°E | روسيا                     | |
| 53°48′N 75°0′E / 53.800°N 75.000°E | كازاخستان                 | مرورا عبر بحيرة بالكاش                                                                               |
| 42°56′N 75°0′E / 42.933°N 75.000°E | قرغيزستان                 | |
| 40°27′N 75°0′E / 40.450°N 75.000°E | جمهورية الصين الشعبية     | سنجان                                                                                                |
| 37°31′N 75°0′E / 37.517°N 75.000°E | طاجيكستان                 | |
| 37°17′N 75°0′E / 37.283°N 75.000°E | جمهورية الصين الشعبية     | Xinjiang                                                                                             |
| 37°0′N 75°0′E / 37.000°N 75.000°E  | باكستان                   | غلغت-بلتستان - تملكه الهند · آزاد كشمير - تملكه الهند                                                |
| 34°39′N 75°0′E / 34.650°N 75.000°E | الهند                     | جامو وكشمير - تملكه باكستان                                                                          |
| 32°28′N 75°0′E / 32.467°N 75.000°E | باكستان                   | البنجاب (باكستان)                                                                                    |
| 32°2′N 75°0′E / 32.033°N 75.000°E  | الهند                     | بنجاب (الهند) هاريانا راجستان ماديا براديش ماهاراشترا كارناتاكا كيرلا                                |
| 12°27′N 75°0′E / 12.450°N 75.000°E | المحيط الهندي             | |
| 60°0′S 75°0′E / 60.000°S 75.000°E  | المحيط الجنوبي            | |
| 69°3′S 75°0′E / 69.050°S 75.000°E  | القارة القطبية الجنوبية   | الإقليم الأسترالي في القارة القطبية الجنوبية، المطالب الإقليمية بالقارة القطبية الجنوبية by أستراليا |